# Niklas Wykman
Niklas Åke Wykman, född 10 mars 1981 i Kalmar, är en svensk politiker (moderat) som är Sveriges finansmarknadsminister i regeringen Kristersson sedan 18 oktober 2022.
Wykman är riksdagsledamot sedan 2014, invald för Stockholms läns valkrets. Han var förbundsordförande för Moderata ungdomsförbundet 2006–2010.

## Uppväxt och utbildning
Niklas Wykman är uppvuxen i Kalmar. Efter gymnasieutbildning på Jenny Nyströmsskolan flyttade han till Stockholm där han studerade matematisk statistik vid Stockholms universitet. Han studerade senare vid Örebro universitet där han 2013 avlade magisterexamen i nationalekonomi. Han antogs 2013 som doktorand i nationalekonomi vid Örebro universitet och Institutet för Näringslivsforskning.

## Politisk karriär
Wykman blev som 16-åring aktiv i Moderata ungdomsförbundet (MUF) 1997 och var under perioden 2000–2001 riksordförande för Moderat skolungdom. Under folkomröstningskampanjen 2003 om Sveriges fulla deltagande i den europeiska monetära unionen och övergången till euron som valuta, var Wykman aktiv inom den borgerliga nej-organisationen Medborgare mot EMU. 

### Ordförande för MUF (2006–2010)
Wykman valdes till ordförande för MUF på stämman i Sollentuna den 25 november 2006 efter att han besegrat valberedningens kandidat Mattias Thorsson i votering med röstsiffrorna 63 mot 49. Under hans ledning påbörjade Moderata ungdomsförbundet en utveckling av sin politik på sex olika områden: miljö, jämställdhet, unga i offentlig sektor, arbete för unga och integration. Han uppmärksammades för sitt ställningstagande för en mer flexibel arbetsmarknad, försvar för integriteten, och att han, själv också vegetarian, vill värna det svenska djurlivet.
Wykman föreslog i januari 2007 ett militärt fritagande av den i Eritrea fängslade svenske journalisten Dawit Isaak. Efter den borgerliga riksdagsmajoritetens antagande av FRA-lagen i juni 2008 hotade Wykman offentligt med att lämna sitt parti om inte integritetsförbättrande åtgärder lades till i lagförslaget, vilket också gjordes.
I augusti 2009 inför Moderaternas partistämma 2009 proklamerade Wykman offentligt att Moderata Samlingspartiet saknar stöd bland unga väljare. Han föreslog förändringar inom arbetsmarknadspolitiken och på integritets- och integrationsområdet för Moderaterna.
År 2008 var MUF det enda ungdomsförbund som inte tog avstånd från Rysslands invasion av Georgien. Wykman skrev då på sin blogg att Ryssland försvarar en liten grupp människor mot en inträngande övermakt i form av Georgien.
Den 31 maj 2010 uppmärksammades det i flera svenska media att Wykman, på sin Facebook-sida, uttalat sig för den israeliska bordningen av skeppen Ship to Gaza. Sedan konvojen bordats och åtskilliga människor dödats och skadats, skrev Wykman i sin Facebooklogg: "Det är lättande att Hamas nu inte får det besök de hade förväntat sig. Det är en seger för hela Gaza! Ship to Gaza är nyttiga idioter, terrorister och ideologiskt drivna israelutrotare". Uttalandet möttes av hård kritik från andra politiker och även av partikamrater. Efter kritiken backade Wykman men höll fast vid sin kritik: "De senaste dagarna har Ship to Gaza beskrivits som en välgörenhetsresa. En ärligare beskrivning är att det är en politisk aktion." I november 2010 lämnade Wykman ordförandeposten i MUF.

### Politiskt sakkunnig och riksdagsledamot (2010–2022)
Under åren 2010–2014 var Wykman politiskt sakkunnig på Finansdepartementet, under finansminister Anders Borg. I valet 2014 valdes Wykman in i Sveriges riksdag. Som ny ledamot blev han suppleant i finansutskottet. 2015 blev han ledamot i skatteutskottet och Moderaternas skattepolitiska talesperson.
När riksdagen i slutet av maj 2016 skulle rösta om att erkänna IS massmördande som ett folkmord på kristna och andra minoriteter i Mellanöstern valde Wykman att gå emot partilinjen och rösta för förslaget. Efter det förlorade han sitt uppdrag som Moderaternas skattepolitiska talesperson. Han ersattes av riksdagskollegan Maria Malmer Stenergard. I stället fick Wykman en plats i arbetsmarknadsutskottet, där han var ledamot 2016–2017. Därefter var han 2017–2019 ledamot i finansutskottet. Den 5 februari 2019 återfick han positionen som skattepolitisk talesperson för Moderaterna. Han uttalade då ambitionen att arbeta fram ett förslag till en ny, stor skattereform.
Han var från 6 mars 2020 till han utsågs till minister 2022 ordförande för Solnamoderaterna.[källa behövs]

### Statsråd (2022–)
Efter högeroppositionens seger i valet 2022 utsågs Wykman till finansmarknadsminister i regeringen Kristersson.